# Izunäktergal
Izunäktergal (Larvivora tanensis) är en fågelart i familjen flugsnappare inom ordningen tättingar. Den kategoriserades tidigare som underart till japansk näktergal (Larvivora akahige) men urskiljs allt oftare som egen art.

## Utseende och läten
Izunäktergalen är en 14-15 cm lång fågel, lik den europeiska rödhaken men ej nära släkt. Hanen är lätt att känna igen med enfärgat rostorange på panna, huvudsida, strup och övre delen av bröstet. Ovansidan är rostbrun, stjärten med inslag av kastanjebrunt. Honan liknar hanen, men är brunare på bröst och flanker samt mattare på huvudet. Den är mycket lik japansk näktergal i begränsad mening, men hanen saknar det svarta bröstbandet och är blek längst in på undre näbbhalvan (övriga populationer har svart näbb). Lätena skiljer sig också, med en mer stammande och utdragen men mindre drillande sång, men en kortare och mer långsam andra del.

## Utbredning
Izunäktergalen förekommer endast i ögruppen Izuöarna söder om Honshu i Japan. Den har på sistone setts regelbundet på öarna Miyake-jima och Hachijō-jima, men situationen på Izu-Ōshima är oklar. Populationerna på öar söder om Kyushu (Tanegashima och Yakushima) förs ofta till tanensis, men anses nu vara en del av akahige.

## Systematik
Historiskt har den behandlats som underart till japansk näktergal. Sedan 2016 urskiljs den dock som egen art av Birdlife International och IUCN på basis av avvikande utseende, ekologi, läte och flyttbeteende. Tongivande eBird/Clements följde efter 2022 och International Ornithological Congress 2023. Den är monotypisk, det vill säga att den inte delas in i några underarter.

### Släktestillhörighet
Japansk näktergal (och därmed izunäktergalen) har tidigare förts till släktet Erithacus och därmed betraktats som en nära släkting till rödhaken. Flera genetiska studier visar dock att den inte alls är nära släkt utan snarare står nära några östasiatiska arter i släktet Luscinia, som i sin tur endast är avlägset släkt med övriga arter i Luscinia. De placeras därför numera tillsammans i ett eget släkte, Larvivora.

## Levnadssätt
Izunäktergalen förekommer i tät undervegetation i gamla och fuktiga bergsskogar, men även i planterade skogar med Cryptomeria. Den hittas också bland träd i stadsmiljöer. Till skillnad från japansk näktergal i begränsad mening är tanensis stannfågel.

## Status och hot
Izunäktergalen har en mycket begränsad utbredning och en världspopulation på uppskattningsvis endast mellan 1500 och 7000 vuxna individer. Den tros dessutom minska i antal på grund av habitatförlust, möjligen förvärrat av invasiva predatorer. Internationella naturvårdsunionen IUCN kategoriserar den därför som sårbar (VU).

## Namn
Fågelns vetenskapliga artnamn tanensis syftar på ön Tanegashima.